# Времена года (фильм, 1981)
«Времена года» (англ. The Four Seasons) — романтическая комедия Алана Алда о взаимоотношениях трёх супружеских пар во время их совместных отпусков. Номинации на премию «Золотой глобус». Картина оказалась успешна в прокате и её сюжет послужил основой для одноимённого телесериала на канале CBS (1984).

## Сюжет
Три немолодые супружеские пары американского среднего класса — Джек и Кейт Берроуз, Ник и Энн Каллан и Дэнни и Клаудиа Зиммер — лучшие друзья. Их жизнь удалась, дети уже разъехались по колледжам и они могут посвятить время себе. Всё что с ними происходит это привычная работа и ожидание отпуска. Пары проводят отпуска вместе и могут позволить себе посещение разных уголков земли: от пляжей Карибского моря до горнолыжного курорта Новой Англии. Весной, во время общей поездки на природу, Ник Каллан огорошил приятелей известием о том, что после 20 лет совместной жизни, он разводится с Энн. Джек внезапно влюбился в молоденькую красотку Джинни. Новый человек в компании приводит к тому, что сложившиеся годами отношения быстро распадаются. Последняя безуспешная попытка оживить дружбу происходит зимой. Картина охватывает год, в течение которого показывает четыре отпуска, которые они проводят вместе, по одному на каждое из четырёх времен года, в сопровождении музыки Антонио Вивальди.

## В ролях
- Алан Алда — Джек Берроуз
- Кэрол Барнетт — Кейт Берроуз
- Лен Кариу — Ник Каллан
- Сэнди Деннис — Энн Каллан
- Рита Морено — Клаудиа Зиммер
- Джек Уэстон — Дэнни Зиммер
- Бесс Армстронг — Джинни